# Charles Bradley (baloncestista de 1963)
Charles Maurice Bradley, (nacido el 12 de octubre de 1963 en Tampa, Florida) es un exjugador de baloncesto estadounidense. Con 1.98 de estatura, su puesto natural en la cancha era el de alero. 

## Trayectoria
En la ACB jugó en dos etapas en el Granollers Esportiu Bàsquet, aunque la segunda fue bastante efímera ya que fue cortado después de una agresión a José Luis Indio Díaz.